# ピッケル

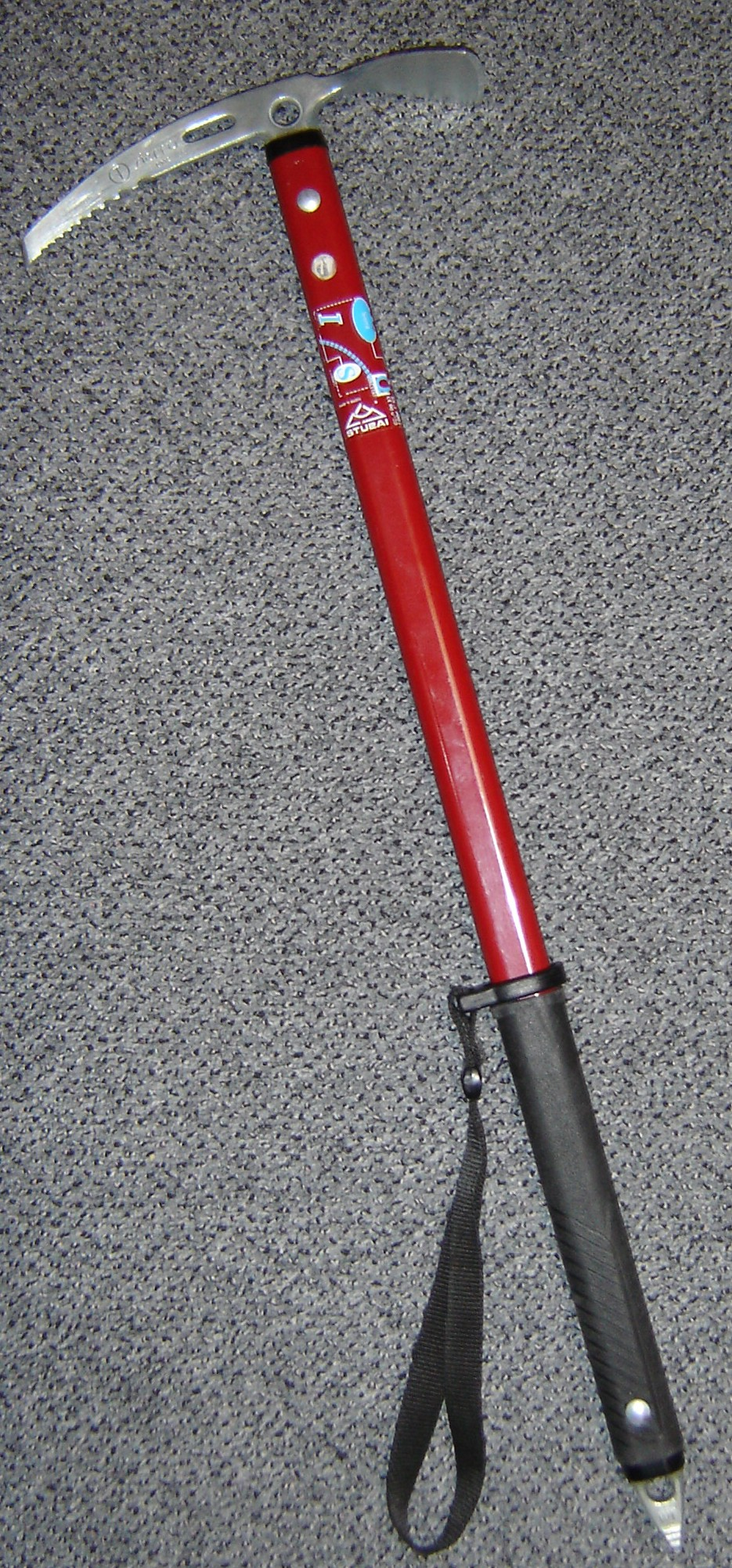
ピッケル

ピッケルは、積雪期の登山に使うつるはしのような形の道具。

## 概要
語源はドイツ語のアイスピッケル (Eispickel) 。アイスアックス（英語：ice axe）、ピオレ（フランス語：Piolet）とも呼ばれる。昔は日本語表記として「氷斧（ひょうふ）」「砕氷斧（さいひょうふ）」「斧頭氷杖（ふとうひょうじょう）」「氷鉞（ひょうえつ）」などが使われたこともあるが定着していない。
その用途は幅広く、氷雪の斜面で足がかりを作るのに用いる他、確保の支点（ビレイピン）、滑落時の滑落停止、グリセード時の制動及び姿勢の維持、アイスクライミング時の手掛かり、杖代わり、時には雪上でテントのペグとして使ったりもする。
山岳地帯での縦走用には柄が真っ直ぐで比較的長い60 - 70 cm程度のものが用いられるが、氷壁などの突破用には30 - 40 cm程度と短めのものが用いられる。氷壁用のものは、オーバーハングしている局面を考えて柄がカーブしているものもある。
かつて近世 - 戦前程度には杖としての使用局面が多かったらしく100 cm程度あったが、現在はストックを別に用意することも多く、シビアな局面だけで利用されることが増えたため短めのデザインとなっている。

## 各部名称
柄の部分をシャフト、柄の上端に付いている頭部をヘッド、ヘッドの両側に付いた刃のうち細く尖った方の刃をピック、広がった方の刃をブレード、柄の下端に付いた尖った部分をシュピッツェまたは石突き（いしづき）という。
シャフト（西洋では通常ハンドルと呼ばれる）は1970年代頃迄は通常アッシュ（ヨーロッパ北・中部や中央アジアに産するセイヨウトネリコ）あるいは後期にはアッシュより弾力のあるヒッコリーが使われるようになった。他にヤチダモあるいはアオダモとも呼ばれるもの（シラダモと呼ばれるものは床の間などに使われる高級建材）や合竹、あるいはグリベルが使用した樹脂含浸木材なども一部に使われていたが、耐久性や軽量であることなどから徐々に最初はスチールから現在のようなアルミニウム金属製に置き換わるようになった。この辺りは合理性を求めた道具の変遷ととらえるのが妥当である。

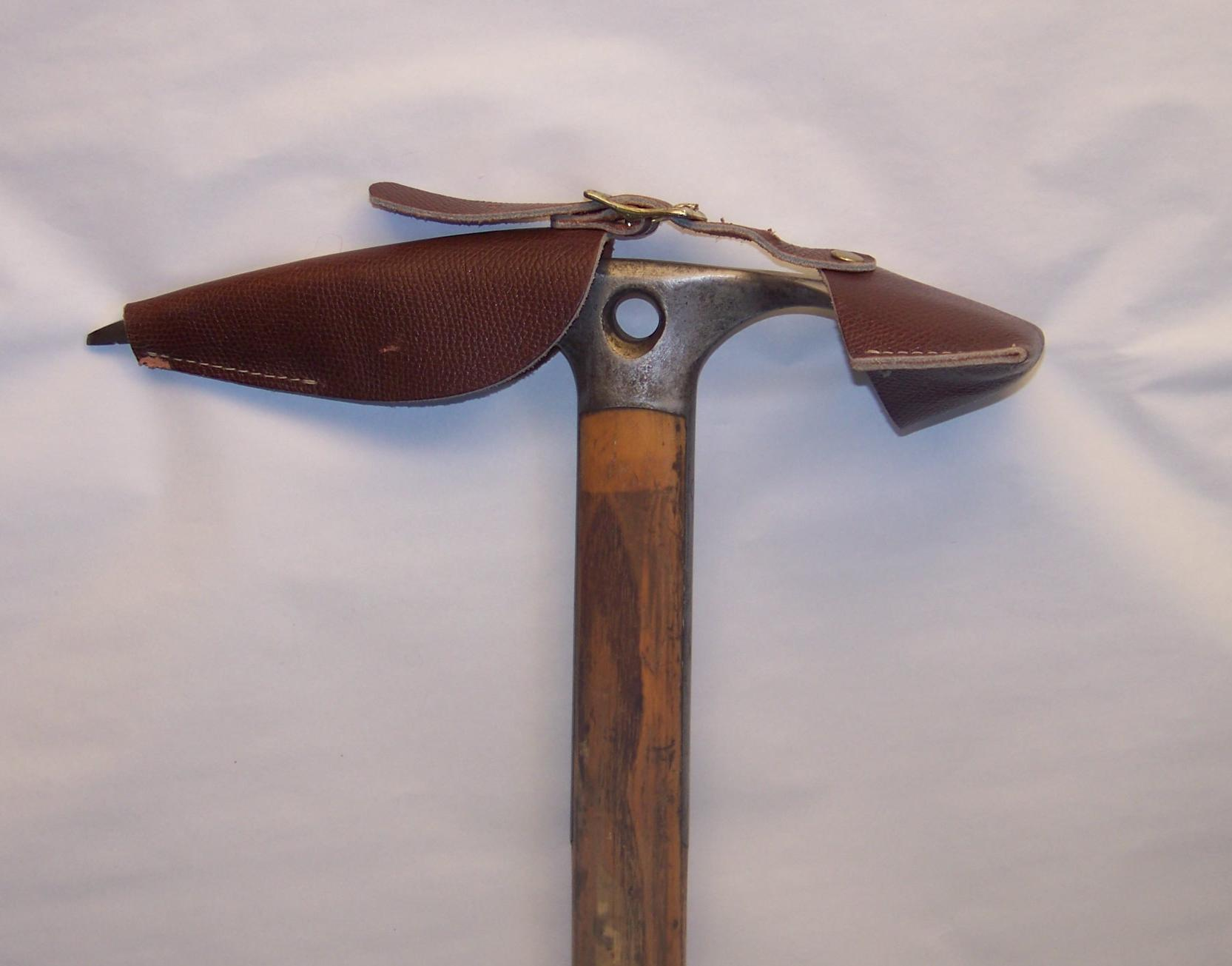
カバーを付けたピックとブレード

素材は通常鋼であるがアルミニウム合金、チタン合金などで製造されたものもある。
各先端部分は用途上非常に鋭く作られ刃物そのものであり、そのため輸送時は皮革や合成樹脂製のカバーを取り付けなければ危険である。以前は当然のようにザック外側にピッケル取り付け用のリングと紐或はバンドがあり、日本ではそれが本格的山屋であることのステイタスのようなところがあったが、現在はピッケル自体が短くなったこともありそれがサイド側へと移ってもいるが、リュックサックの外側に取り付けて歩くと危険であるため、使用しない時は中に収納して運ぶことが勧められる。

## 歴史

### 前史
スポーツ登山が始められる以前、氷河の上を登降する旅行者、僧侶、商人は人の背丈より長い棒であるアルペンストックを使っていた。1574年にチューリッヒ大学で地理学を教えていたヨジアス・ジムラーにより発表され「世界最古の登山技術書」とも称される論考には、氷河上の登降にアルペンストックが必要である旨の解説がある。
近代登山の創始者といわれるオラス＝ベネディクト・ド・ソシュールが1788年にジュアン峠を登っている銅版画があり、この時の一行はアルペンストックを使っているが、二番目を行く人物のアルペンストックの先に鳶口様の鈎がついており、これが今日のピッケルの原始的な形であると考えられる。
アルペンストックとアックスを別々に使う時代はしばらく続いたが、シャモニー＝モン＝ブランのガイドがアックスをアルペンストックの先に結びつけるアイデアを出し、これは「シャモニー・ピオレ」と呼ばれるようになった。

### ピッケルの誕生
アックスがアルペンストックの先に固定されるようになった最初は1854年アルフレッド・ウイルス（Alfred Wills）がヴェッターホルン初登頂に際して雇ったベルナー・オーバーラントのガイドが持ち込んだ例とされる。この時頭の一方は現在と同じように尖ったスパイクになっていたが、もう一方は扁平ではあったものの今日のような水平ではなく斧状に垂直であった。これが水平になった経緯は不明であるが、1865年頃のエドワード・ウィンパーのポートレートに写っているのは縦型であったものの、その後エドワード・ウィンパーがガイドの王ヤーコブ・アンデレック所有のものを模して作ったというピッケルでは横型になっている。

### ピルキントン型
1864年に英国山岳会は委員長C・ピルキントンの元に6人の委員を集めてピッケルとザイルに関する特別委員会を開催し、会員に対し一考に値する機材の提出を求めて検討した結果、7月5日の会合で英国山岳会推奨の公認用具が決定された。現今のピッケルの原形はこの時決定されたピルキントン型である。

### ダブルアックスによる氷壁登攀
より困難を求めて尖鋭化する氷壁登攀指向の専門家は、2本持ったピッケルを交互に振りかぶってピックを氷壁に突き刺して登る「ピオレ・トラクション」という技術を使うようになっており、その目的に合わせてそれまであった一般登山者用とはっきり区別され、ヘッドの形状や構造がかなり異なるようになって来ている。総じてシャフトが短くなってピック側に曲がり、ピックの部分もシャフト側に曲がり、軽量化され、ピックの刃が鋭く研磨されるという傾向を持つ。また対象とするコースや自分の技術や嗜好に合わせ、ピックを通常のものから反対側に沿ったバナナピック、半円筒状になったセミチューブピックなどに交換できるようになったものもある。この場合2本のピッケルを持つ「ダブル・アックス」の場合もあるが、安全確保の目的で氷にアイスハーケンを打ち込むため片方をアイスバイルで持つ場合が多い。これはブレードの代わりにハンマーが付けられたピッケルの派生物である。

## 日本におけるピッケル
日本で最初にピッケルが使われたのはアーネスト・サトウ、バジル・ホール・チェンバレン、ウィリアム・ゴーランドなど明治時代の外国人が持ち込んで使用した例である。またウォルター・ウェストンも1888年（明治21年）の第一回来日以来たびたびピッケルを携えて日本アルプスを登山しており、写真も残っている。
1908年（明治41年）、東京地学協会会館で日本山岳会第一大会が開催され若干の登山用具が展示されたが、その中に「氷河渡りの杖」として山崎直方のピッケルがあり衆目を集めた。ただしこの時「ピッケル」とも「アイスアックス」とも表記されなかった。この時辻本満丸の錫杖が同時に並べられ、好対照を示して珍妙を極めたという。このピッケルを日本山岳会の会員であった三枝威之介が借用、これをモデルとして友人の中村清太郎にアックス部分と石突きを打たせ、柄は江戸橋の棒屋に作らせ、これが第一号の国産ピッケルとされる。1910年（明治43年）夏に彼等は後立山連峰の縦走にこのピッケルを携え、扇沢の雪渓で有効に使ったという。
しかし日本でピッケルが知られた頃は登山と言えばその多くは夏山に限られており、ピッケルの需要も少なかった。積雪期にも登山が行なわれるようになり需要と供給は増大したが、それでも本当に必要とする人は少なかった。
輸入に先鞭をつけたのは日本山岳会創始者の一人である高野鷹蔵で、「これは本業でなく余業であるから薄利で提供する」と断りつつも1912年（大正元年）発行の『山岳』第七年第三号に「登山用具の輸入と販売」と題し「ティロールの本場で一々人の手で、打った上等の品」「嘴の長さは六寸位、柄の長さは三尺三寸から三尺六寸位まで」「八円位から十五円位まで」という広告を掲載し、品物は1913年（大正2年）6月に入荷した。また東京本郷の赤門前にあった美満津商店が高野鷹蔵協力の下で積極的に登山用具の販売を始めた。この頃から日本でも夏山だけでなく急峻な雪渓も登られるようになってピッケルの存在も機能も理解され始めていた。
1921年（大正10年）には大阪堂島のマリヤ運動具店が誕生、スイスからヘスラーを輸入した。また1924年に好日山荘ができ、1926年から数年の間にスイスのヒュップハウブ、シェンク、ベント、ウィリッシュ、フランスのシモンを順次輸入した。
1930年代になると三越がスイスのビヨルンスタットを輸入、世界の有名ブランドから選べるようになった。
初期の国産ピッケルは金剛杖に鳶口と石突を取り付けた程度のもので、ほとんど杖に近いものだった。1895年に厳冬期の富士山に登頂した気象学者の野中至は鳶口や鶴嘴をピッケルの代用として使用している。1929年に仙台の鍛冶職人、山内東一郎が数年前から試作を繰り返していた独自のピッケルを商品化し、これが国内における本格的なピッケルの草分けとなった。1930年には札幌の農具鍛冶職人、門田直馬が学生に請われたことがきっかけでピッケルの生産を開始し、輸入品が次第に店頭から姿を消したこともあり山内、門田は多くの岳人に愛用された。
第二次世界大戦後最初に輸入されたのは戦後数年して美津濃（現・ミズノ）が輸入したウィリッシュであり、当時の価格は6000円であった。
戦後はフランス製ではシモン、シャルレなども人気があり、国産では森谷がマナスルや南極大陸の遠征で使われたほか、ダイナミックスノーマンや東京トップなども多く愛用された。先鋭的な登山家は鍛冶職人と二人三脚で自分専用のものを作り上げることもあり、特に二村善一のピッケルは長谷川恒男や田部井淳子といった登山家に信頼を寄せられていた。

## アルピニストの象徴として、鑑賞の対象として
ピッケルは数ある登山道具の中でも、古くからアルピニストの象徴とされてきた。山岳会や登山部のバッジなどにはたいてい意匠として使われているし、シャモニー、ツェルマット、グリンデルヴァルト等登山基地の町で墓地を訪ねるとアルピニストの墓石にはピッケルを象った彫刻がしてあったり、遺愛のピッケルそのものがはめ込まれていたりする。
日本においては小島烏水が岳人にとってのピッケルを武士にとっての日本刀に投影し、その影響の大きさから、不必要な人も実用的装備としてではなく装飾品なり愛玩物として購入するようになった。
好日山荘の創始者の一人西岡一雄はグリンデルヴァルトのシェンク（Chr. Schenk, Grindelwald）、テッシュ（Täsch）のウィリッシュを両大関と称し、シェンクを「優美鋭俊」、ウィリッシュを「剛快」と絶賛、その他にも「女性的なエルクでも、優美なベントでも、凄艶なビヨルンスタットでも、豪宕なウィリッシュでも、とりどりの風格、気品というものがある」とし、シモンを「二流品」、ヘルマン・ブールがナンガ・パルバット登頂に使用したアッシェンブレンナーを「やくざ物」と断じる等実践的な登攀具としてではなく鑑賞の対象としている。
第二次世界大戦中は気軽に登山できる状況ではなくなったが、戦地に赴く若者の中には自らのピッケルを後輩に託し生きて帰るまで「預かってくれるよう」言い残し二度と帰らなかった岳人も多かった。